# Castle Towers Mountain
Der Castle Towers Mountain ist ein 2676 m hoher Dreifachgipfel mit einer Schartenhöhe von 1103 m im Garibaldi Provincial Park an der Ostseite des Garibaldi Lake im Südwesten der kanadischen Provinz British Columbia, im Squamish-Lillooet Regional District.

## Geschichte
Die Seilschaft der Erstbesteigung vom BC Mountaineering Club benannte den Berg im August 1911 nach seinem Aussehen (castle towers – dt. Schlosstürme).

## Klima
In Bezug auf die Klimaklassifikation nach Köppen und Geiger herrscht am Castle Towers Mountain ein Westseiten-Seeklima. Die meisten Wetterfronten stammen vom Pazifik und bewegen sich ostwärts auf die Coast Mountains zu, wo sie durch die Berge zum  Aufsteigen (Windstau) gezwungen werden, was wiederum dazu führt, dass die enthaltene Feuchtigkeit in Form von Regen oder Schnee abgegeben wird. Im Ergebnis führt das zu hohen Niederschlägen in den Coast Mountains, insbesondere zu starken Schneefällen im Winter. Die Temperaturen können unter −20 °C fallen, unter Berücksichtigung von Windchill-Einfluss unter −30 °C.